# Onthophagus secundarius
Onthophagus secundarius är en skalbaggsart som beskrevs av Johannes Rudolf Roth 1851. Onthophagus secundarius ingår i släktet Onthophagus och familjen bladhorningar. Inga underarter finns listade i Catalogue of Life.